# Yūryaku Tennō
Yūryaku Tennō (雄略天皇?) (c. 418 – 479) fue el vigésimo primer emperador del Japón según el orden tradicional de sucesión. No existen pruebas suficientes acerca de este emperador o de su reinado, pero se cree que gobernó el país a finales del siglo V.
Según el Kojiki y el Nihonshoki, el Emperador Yūryaku fue nombrado al nacer como Príncipe Ohatsuse Wakatake. Fue el quinto y último hijo de Ingyō Tennō. Después que su hermano mayor, Ankō Tennō  fuera asesinado, ganó la disputa entre sus otros hermanos y se convirtió en el nuevo emperador. Tuvo tres esposas (incluyendo su consorte Kusahahatahi) y su sucesor, el príncipe Shiraka (Seinei Tennō), fue el hijo de su esposa Katsuragi no Karahime.
Se cree que el Emperador Yūryaku fue referido como Bu en los registros chinos. Estos registros describen que Bu empezó a reinar antes de 477, fue reconocido como el gobernante de Japón por las dinastías Song, Qi y Liang, y continuó su reinado hasta el 502. Bu envió mensajeros a la dinastía Song en 477 y 478.